# Domingo Caycedo
Domingo Caycedo y Santa María (Puente Aranda, 4 agosto 1783 – Bogotà, 1º luglio 1843) è stato un politico colombiano.
È stato presidente della Grande Colombia nel 1830.